# Einmal Dieb, immer Dieb
Einmal Dieb, immer Dieb ist ein deutscher Fernsehfilm aus dem Jahr 2007.
Das Erste schrieb zum Start des Films: Sascha Hehn und Christina Plate spielen die Hauptrollen in dieser liebenswürdig inszenierten Komödie über einen Gentleman-Gauner mit dem Herz am rechten Fleck. Auch die weiteren Rollen sind bestens besetzt mit Walter Kreye, Helga Göring, Robert Lohr und Helene Grass. Regie führte Michael Kreindl nach einem Buch von Uwe Wilhelm.

## Handlung
Jean Berlinger ist ein Meisterdieb. Kommissar Leibniz und er kennen sich schon lange, Berlinger hat nach zwei Jahren Polizeidienst die Seiten gewechselt. Er sei in einer Branche tätig, die Leibniz’ Job doch erst ermögliche, meint er lächelnd zu diesem. Aber Zukunft habe das nicht, erwidert Leibniz, denn für einen Gangster habe er ein zu gutes Herz. Zwar habe er für die „Sonnenblumen“ von van Gogh, die das Museum zurück erhalten habe, eine Menge Geld kassiert, das er einem von einer Schließung bedrohten Altenheim geschenkt habe. Und mit dem von ihm aufgetriebenen Rubens-Bild habe er ein Obdachlosenasyl unterstützt. Sein letzter Coup sei, soweit er wisse, aber inzwischen zwei Jahre her. Er müsse jetzt wohl bald pleite sein. „Eines Tages werde ich dich kriegen, du hast nicht immer Glück“, ist sich der Kommissar sicher. „Glück brauchen nur die Unbegabten“, erwidert Berlinger und wendet sich zum Gehen.

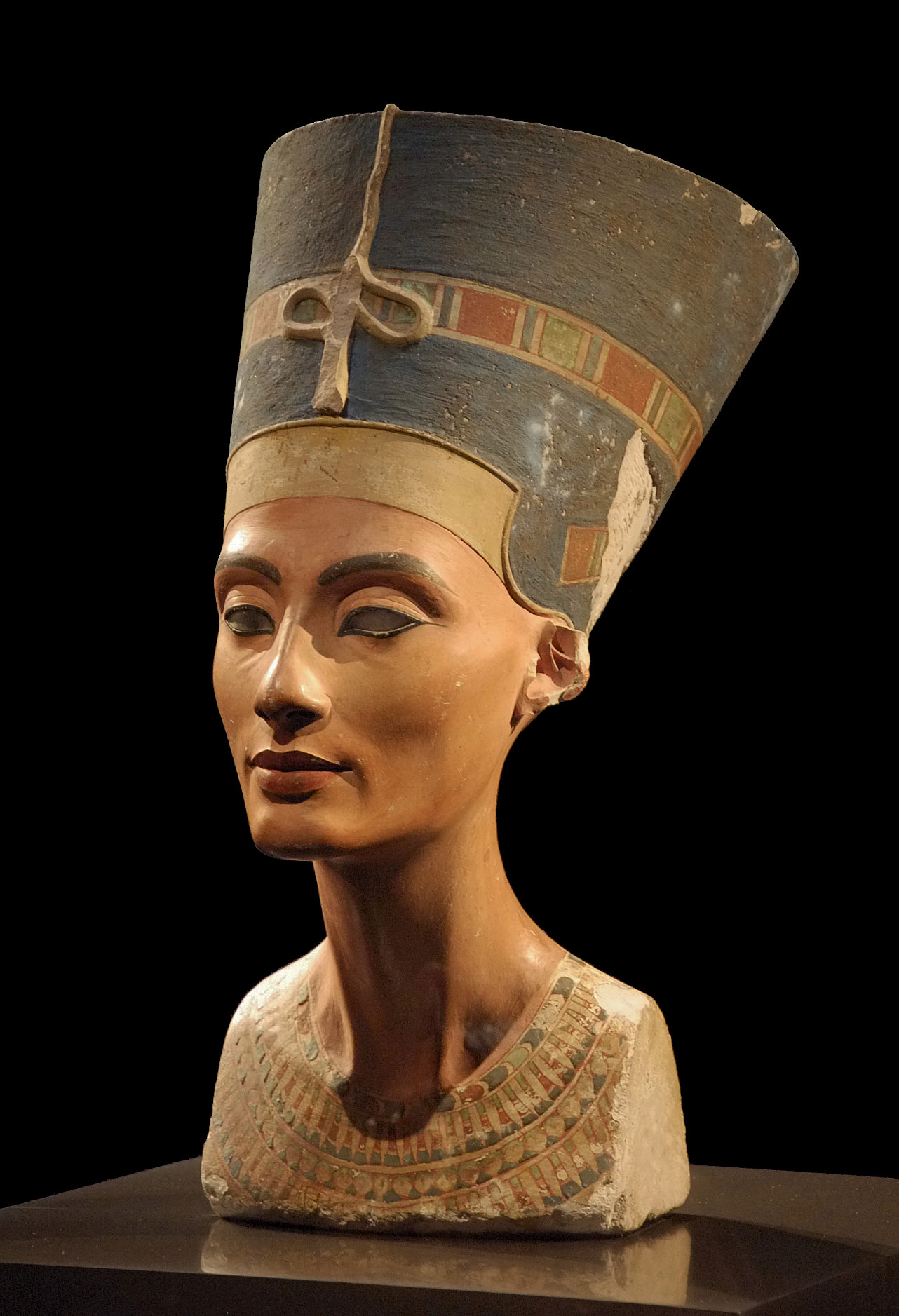
Büste der Nofretete, die Berlinger im Film entwenden will

Berlinger hat vor, die im Altägyptischen Museum in Berlin ausgestellte „Büste der Nofretete“ zu entwenden. Über ein angrenzendes Gebäude, in dem sich ein Kindergarten befindet, verschafft er sich einen Überblick, wie er am besten ins Museum einsteigen kann und trifft entsprechende Vorkehrungen. Auf Julia Weber, die dort als Kindergärtnerin arbeitet, war er schon zuvor zweimal gestoßen. Um mit ihr über den Diebstahl ihres Fahrrades zu sprechen, lädt er die junge Frau in ein feines Restaurant ein. Sie hat jedoch eine sehr eigene Meinung über eine kleine Portion Nudeln, die 25 € kosten soll. Allerdings kann er Julia zu deren Überraschung ihr entwendetes Rad zurückgeben. Da er auch sehr gut mit den Kindergartenkindern umgehen kann, verliebt Julia sich in ihn und nach einigen Umwegen verbringen beide eine Nacht miteinander.
Ein Zufall will es, dass Julia entdeckt, was Berlinger plant. Er erklärt ihr, dass er seit fast 30 Jahren Kunst stehle und an reiche Leute verkaufe. Ja, er habe sie anfangs benutzt, aber dann sei er begeistert von ihr gewesen und habe sich in sie verliebt. Julia muss das erst einmal verdauen und nachdenken. Sie erklärt sich dann aber bereit mitzumachen, wenn Berlinger die komplette Renovierung des Kindergartens bezahlt, Miete für fünf Jahre, neue Spielsachen und zwei zusätzliche Erzieherinnen. Da die echte Nofretete bereits zu einer Kunstausstellung nach Paris unterwegs ist, will Berlinger eine von Julias Kollegin Teresa gefertigte Kopie stehlen. Teresa ist neben ihrer Arbeit im Kindergarten auch eine begabte Bildhauerin mit praktischer Veranlagung, weshalb sie für Berlingers Vorschlag gestimmt hat. Damit es so aussieht, als habe er nichts gewusst, dass die echte Nofretete gar nicht mehr an ihrem Platz im Museum ist, nimmt der Meisterdieb den Hehler Pajak mit und legt ihn, nachdem er die zweite Hälfte der Million kassiert hat, ein weiteres Mal auch mit Hilfe der Kindergartenkinder herein. Am Ende ist ihm Pajak gar noch dankbar und meint, er sei ein Genie. Kurz darauf ist Jean Berlinger champagnertrinkend im Wagen mit Chauffeur mit Julia unterwegs nach Paris.

## Produktion

### Produktionsnotizen
Der von der Ziegler Film GmbH & Co. KG produzierte Film Einmal Dieb, immer Dieb wurde von der ARD Degeto für Das Erste produziert. Die Redaktion für die ARD Degeto lag bei Renate Michel.
Sascha Hehn sprach in einem Interview für den General-Anzeiger (Bonn) mit Cornelia Wystrichowski auch über diesen Film. Er meinte, das Drehbuch, das im Stil alter Gaunerkomödien mit David Niven gehalten sei, habe ihm gefallen. Das Ganze habe für ihn „Witz und Charme, und wenn dann auch die Zuschauerzahlen stimmen und die Macher an das Format glauben“ würden, könnte er sich „auch eine Fortsetzung vorstellen“.

### Veröffentlichung
Erstmals ausgestrahlt wurde der Film am 24. Mai 2007 im Ersten Deutschen Fernsehen zur Hauptsendezeit.

## Kritik
TV Spielfilm vergab eine mittlere Wertung (Daumen zur Seite) und zog das Fazit Einmal Dieb, immer Dieb sei ein „allzu glatt gebügelter Schmunzelkrimi.“ später: „Wenig origineller Gauner-Ulk voller schlechter Gimmicks und Gutmenschen.“ Fazit: „Krimispaß der gedrosselten Art.“
Der Filmdienst war der Meinung, dies sei eine „auf Romantik getrimmte (Fernseh-)Gaunerkomödie unter dem Damokles-Schwert von kommunaler Verschuldung und Hartz IV, die unter den Vorzeichen unhaltbarer sozialer Zustände ihre Scherze“ treibe. „Ein sträflich verharmlosender Film in Zeiten politischer und sozialer Desorientierung. – Ab 14 möglich.“